# Sinfonía n.º 22 (Mozart)

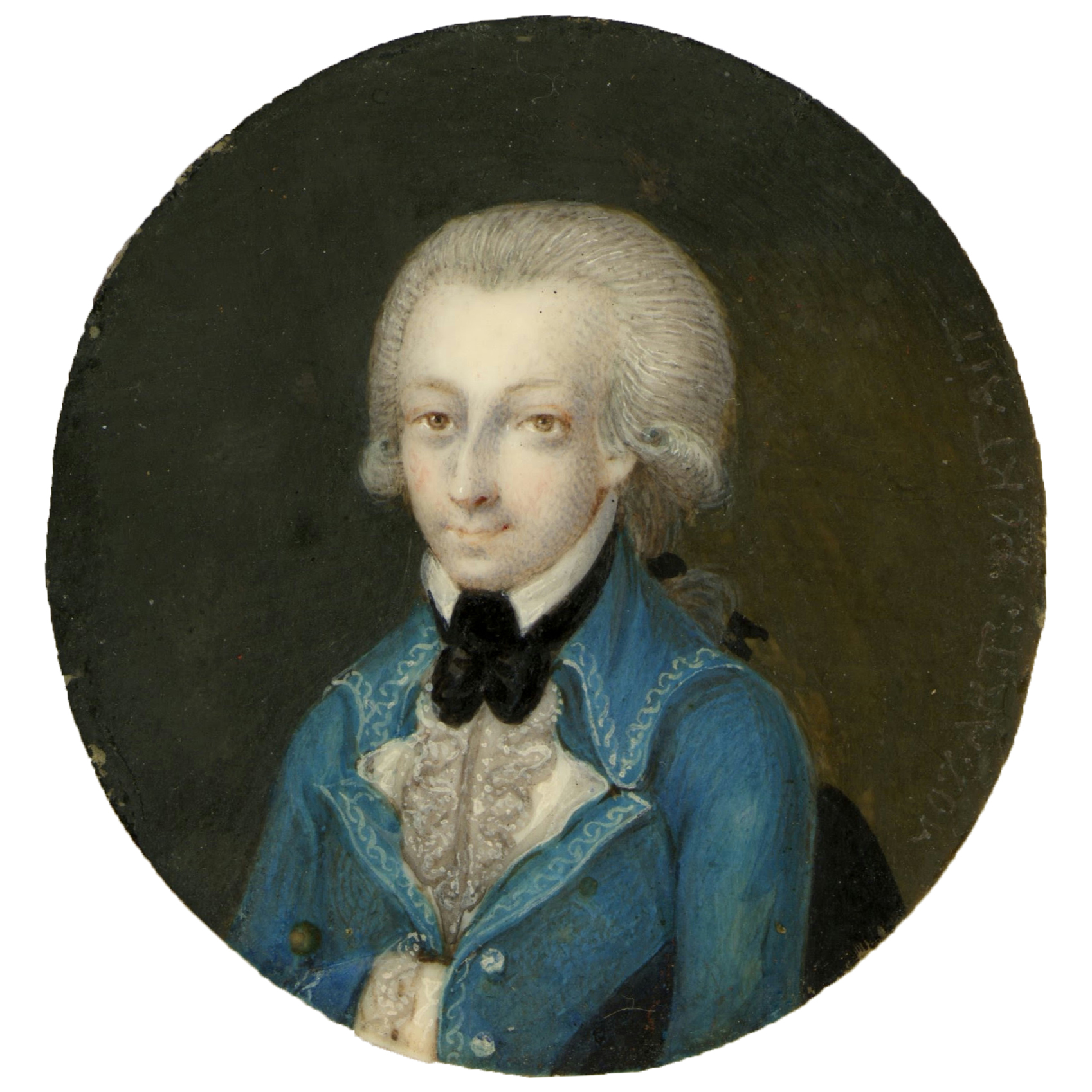
Mozart en 1773.

La Sinfonía n.º 22 en do mayor, K. 162 fue compuesta por Wolfgang Amadeus Mozart en abril de 1773, cuando el compositor tenía diecisiete años.

## Historia

### Contexto

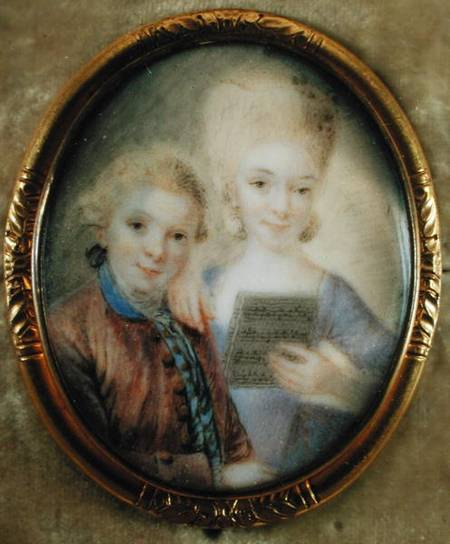
Wolfgang y Nannerl hacia 1763.

La carrera de Mozart como sinfonista había empezado en Londres durante el gran viaje de la familia Mozart por Europa entre junio de 1763 y noviembre de 1766. El padre Leopold Mozart planeó la gira para exhibir a sus prodigiosos hijos, Wolfgang y Nannerl en las principales cortes europeas. En ese tiempo Wolfgang compuso sus primeras obras del género, que tenían una deuda sustancial con las sinfonías de estilo galante italianizante en tres movimientos de Carl Friedrich Abel y Johann Christian Bach; también escuchó las sinfonías de compositores relevantes como Thomas Arne, William Boyce y Giuseppe Sammartini. Posteriormente Leopold y sus hijos pasaron en Viena varios meses de 1768 durante los cuales el joven maestro hizo un esfuerzo consciente por adaptar su estilo sinfónico a los gustos del público vienés, adoptando entre otras cosas la estructura en cuatro movimientos. Una afortunada consecuencia de los largos viajes del compositor en ciernes fue el contacto que le proporcionaron con una generosa muestra representativa de las tradiciones musicales europeas: alemana, británica, francesa e italiana.
El joven compositor y su padre realizaron tres viajes a Italia entre diciembre de 1769 y en mayo de 1773. En este periodo alternó sus visitas con estancias en Salzburgo durante las cuales creó la ópera Mitrídates, rey de Ponto, así como varias sinfonías con apreciable influencia del gusto italiano por la ópera bufa. En 1772 y 1773 el maestro austríaco vivió una etapa de entusiasmo por la escritura sinfónica, produciendo cada año siete nuevas sinfonías (n.º 15 - n.º 27). Después redujo su actividad en este campo y en los dos años siguientes sólo aparecieron tres nuevas piezas del género (n.º 28, 29 y 30).

### Composición
La composición de esta obra se desarrolló en abril de 1773 en Salzburgo. Esta es una de las numerosas sinfonías creadas durante el periodo en el que Mozart permaneció en Salzburgo, poco después de sus viajes por Italia.

### Estreno y publicación
No se sabe con certeza la fecha y el lugar en que tuvo lugar el estreno de la sinfonía.
La primera edición fue llevada a cabo en 1798 por la editorial Günter & Böhme en Hamburgo, que publicó las partes bajo la denominación Quatre symphonies, Op.64 No.1. La partitura completa fue editada en 1880 por Breitkopf & Härtel en Leipzig, que la publicó bajo la denominación Wolfgang Amadeus Mozarts Werke, Serie VIII, No. 22.

## Instrumentación
La partitura está escrita para una orquesta formada por:
- Viento madera: 2 oboes y [1 fagot].
- Viento metal: 2 trompas en do y 2 trompetas (trombe lunghe) en do.
- Teclado: [clavecín].
- Cuerda: una sección de cuerdas con 2 violines (primero y segundo), viola, violonchelo y contrabajo.

En la partitura autógrafa aparece anotado trombe lunghe que quiere decir trompetas largas. En las orquestas de aquella época era una práctica común emplear el fagot y el clavecín, si estaban presentes en la orquesta, para reforzar la línea del bajo o bien como continuo, incluso sin notación separada. Lo mismo se aplica a los timbales, que a menudo se utilizaban en paralelo con las trompetas (si estaban presentes en la orquesta). En este caso, como en otros, tocado por la sección de contrabajos.

## Estructura y análisis
La sinfonía consta de tres movimientos:
- I. Allegro assai, en do mayor 4
4
- II. Andantino grazioso, en fa mayor 2
4
- III. Presto assai, en do mayor 6
8

La interpretación de esta obra dura aproximadamente entre 5 y 10 minutos. Se trata de una pieza especialmente breve. Las primeras sinfonías del compositor solían tener la mitad de duración que las más conocidas de su época posterior. Según Cummings, su dimensión liliputiense no es una medida de su considerable valor artístico.

### I.Allegro assai
El primer movimiento, Allegro assai, está escrito en la tonalidad de do mayor, en compás de 4/4 (135 compases) y sigue la forma sonata. Se abre con una atmósfera majestuosa que pronto da paso a una música más animada y bulliciosa. El segundo tema es tenue y delicado en su carácter juguetón, encantador en su alegría despreocupada pero elegante. La sección de desarrollo, basada en el segundo tema, es escueta pero revela un mayor dramatismo y contraste que la música de la exposición. Concluye con una jovial repetición.

### II.Andantino grazioso
El segundo movimiento, Andantino grazioso, está en fa mayor, en compás de 2/4 (70 compases). El movimiento lento es elegante y más vibrante de lo que podría sugerir su indicación. El compositor prescinde aquí de las trompetas y los timbales. Las cuerdas presentan un alegre tema, que luego ceden a los oboes y las trompas. Después, las cuerdas y los vientos se enzarzan en varios elegantes intercambios, con un ambiente que mezcla lo lúdico y lo soñador.

### III.Presto assai
El tercer y último movimiento, Presto assai, retoma la tonalidad inicial y el compás es 6/8 (116 compases). El Finale, de dos minutos, es el más sucinto de los tres movimientos. Compensa su brevedad con una irresistible combinación de alegría y energía en sus dinámicos ritmos, sus extasiantes remolinos de cuerdas y su colorida orquestación.